# Aguiar (Barcelos)
Aguiar era una freguesia del comune di Barcelos, soppressa il 28 gennaio 2013.